# ヒナノシャクジョウ科
ヒナノシャクジョウ科（ヒナノシャクジョウか、Burmanniaceae）は、主として腐生植物からなる小型の植物の群である。科名Burmanniaceaeは、オランダの植物学者ヨハネス・ブルマンに由来する。

## 特徴
ヒナノシャクジョウ科は、単子葉植物に属する小型の植物からなる群である。ほとんどは緑の葉を持たずに地下で菌類から栄養を得る菌従属栄養植物であり、開花及び結実のため地表にわずかに姿を見せるものである。多くは地表に一本の茎を伸ばしてその頂に花をつける。花弁は下部が癒合し、先端は三か六裂。雄しべは花弁に癒合。種子は小さく、数がとても多い。葉緑素を持つ種は、ロゼット状の小さな葉をつける。

## 分布と分類
世界の熱帯に分布し、一部が温帯域にも広がる。森林か湿地に生える。約20属130種ほどがある。
日本には4属11種が知られる。ヒナノシャクジョウ属では、本土からは他にシロシャクジョウが近畿以南、キリシマショクジョウが九州以南に見られ、あとはそれ以南から熱帯に分布するものである。他の3属のものは、それぞれ今のところは日本固有種である。四国にある徳島県那賀町のタヌキノショクダイの生育地は国指定の天然記念物となっている。いずれも、森林の落ち葉の間からわずかに顔を見せる小型の植物で、光合成をまったく行わず、全体に白っぽい。日本産の中ではミドリシャクジョウだけが例外的な存在で、湿った草地に出て、高さ20cmにも達する草本で、緑の根出葉と茎葉を持つ。西表島に産し、インドシナ、マレーシアなどまで分布するが、西表島では絶滅したとされている。
ヒナノシャクジョウ科　Burmanniaceae
- ヒナノシャクジョウ属　Burmannia　熱帯全域
  - ヒナノシャクジョウ　B. championii Thw.
  - シロシャクジョウ　B. cryptoptelata Makino
  - キリシマシャクジョウ　B. liukiuensis Hayata
  - ルリシャクジョウ　B. itoana Makino
  - ミドリシャクジョウ　B. coelestris D.Don
- ギムノシフォン属 Gymnosiphon　熱帯全域
- アフロティスミア属 Afrothismia　アフリカ
- タヌキノショクダイ属　Thismia
  - タヌキノショクダイ　T. abei (Akasawa)
  - キリシマタヌキノショクダイ　T. tuberculata Hatsusima
  - コウベタヌキノショクダイ[3] T. kobensis Suetsugu[4]
- Haplothismia
- ヒナノボンボリ属　Oxygyne（Saionia）
  - ホシザキシャクジョウ　Oxygyne shinzatoi Hatusima
  - ヤクノヒナホシ　Oxygyne yamashitae
- Tiputinia
- ムジナノショクダイ属 Relictithismia
  - ムジナノショクダイ Relictithismia kimotsukiensis[5]